# Фульсанг, Якоб
Якоб Фульсанг (дат. Jakob Diemer Fuglsang; род. 22 марта 1985 года в Женеве, Швейцария) — датский маунтинбайкер и профессиональный шоссейный велогонщик, выступающий с 2013 года за казахстанскую «Astana Pro Team». Серебряный призёр Олимпийских игр 2016 года в групповой шоссейной гонке. Двукратный чемпион Дании в индивидуальной гонке (2010, 2012). Чемпион мира 2007 года среди андеров в кросс-кантри. Чемпион Дании в кросс-кантри марафоне.

## Карьера
В 2013 году перешёл в команду «Astana Pro Team», в составе которой продолжительное время находился в тени лидеров Винченцо Нибали и Фабио Ару.
В 2016 году был на подиуме двух велогонок Тур Омана и Джиро дель Трентино. И завоевал серебряную медаль в групповой командной гонке на Олимпиаде в Рио-де-Жанейро.
В следующем году Фульсанг выиграл в июне Критериум Дофине 2017, но затем его начали преследовать травмы. В июле на Тур де Франс он вместе с итальянцем Фабио Ару был сокапитаном «Astana Pro Team», но упал, повредил запястье и был вынужден сойти на 13 этапе гонки. После «Тур де Франс» Фульсанг впервые выступил у себя на родине в Дании в августе в критериуме в городке Хернинг. Но попал в завал, упал и сломал левую ключицу.
Первая половина 2018 года прошла без происшествий и Якоб попадал в десятку лучших уже на семи гонках. Дважды поднимался на подиум Тура Швейцарии и Вуэльты Валенсии.
2019 год начал с победы в феврале в генерале на Вуэльте Андалусии. Затем захватил красную майку горного короля на Вуэльте Мурсии. А 17 марта выиграл пятый этап гонки «Тиррено-Адриатико». И закончил веломногодневку третьим на пьедестале за словенцем Приможем Рогличем и британцем Адамом Йейтсом . 13 апреля возглавил отрыв на последнем 6-м этапе Тура Страны Басков и помог лидеру команды Иону Исагирре выиграть гонку в общем зачёте. Сам занял третье место на подиуме, но затем судьи вдруг отдали это место немцу Эмануэлю Бухману, который по вине организаторов ошибся трассой на несколько секунд. 21 апреля занял третье место на голландской гонке «Амстел Голд Рейс». А через три дня занял второе место на бельгийской однодневке «Флеш Валонь». И 28 апреля выиграл монументальную однодневку «Льеж — Бастонь — Льеж» , чем установил рекорд, побывав за один сезон на пьедестале всех трёх арденнских классик. После месячного отдыха повторно выиграл 16 июня недельную гонку по альпийской Франции Критериум Дофине 2019, команда тоже заняла 1 место .

## Достижения
2007
1-й  Чемпионат мира U23 в кросс-кантри
1-й  Чемпионат Дании в кросс-кантри марафоне
3-й Гран-при Вильгельма Телля
2008
1-й  Тур Дании
1-й  Молодёжная классификация
2-й Ронд де л'Уаз
2-й Три дня Воклюза
3-й Париж — Труа
2009
1-й  Тур Дании
1-й — Этап 3
2-й Джиро дель Эмилия
6-й Вуэльта Каталонии
6-й Критериум Дофине Либере
2010
1-й  Чемпионат Дании в индивид. гонке
1-й  Тур Дании
2-й Бенш — Шиме — Бенш
2-й Гран-при Бруно Бегелли
3-й Тур Швейцарии
3-й Франко-Бельгийское кольцо
4-й Джиро ди Ломбардия
2011
1-й — Этап 1 (КГ) Вуэльта Испании
1-й — Этап 3 Тур Дании
2-й Чемпионат Дании в индивид. гонке
4-й Тур Швейцарии
4-й Амстел Голд Рейс
10-й Чемпионат мира в индивид. гонке
2012
1-й  Чемпионат Дании в индивид. гонке
1-й  Тур Австрии
1-й — Этап 4
1-й  Тур Люксембурга
2013
1-й — Этап 1 (КГ) Вуэльта Испании
4-й Критериум Дофине
7-й Тур де Франс
2014
5-й Париж — Ницца
7-й Тур Романдии
10-й Критериум Дофине
2015
7-й Париж — Ницца
8-й Флеш Валонь
9-й Льеж — Бастонь — Льеж
2016
2-й  Олимпийские игры в групповой гонке
3-й Тур Омана
3-й Джиро дель Трентино
1-й — Этап 1 (КГ)
2017
1-й  Критериум Дофине
1-й — Этапы 6 & 8
3-й Тур Алматы
1-й — Этап 2
2018
2-й Тур Швейцарии
3-й Вуэльта Валенсии
4-й Тур Романдии
1-й — Этап 4
8-й Амстел Голд Рейс
10-й Льеж — Бастонь — Льеж
2019
1-й  Критериум Дофине
1-й  Вуэльта Андалусии
1-й  Льеж — Бастонь — Льеж
1-й  Горная классификация Вуэльта Мурсии
2-й Страде Бьянке
2-й Флеш Валонь
3-й Амстел Голд Рейс
3-й Тиррено — Адриатико
1-й — Этап 5
4-й Тур Страны Басков

## Статистика выступлений

### Чемпионаты
| Соревнование     | Соревнование | 2008 | 2009 | 2010 | 2011 | 2012 | 2013 | 2014 | 2015 | 2016 | 2017 | 2018 | 2019 |
| ---------------- | ------------ | ---- | ---- | ---- | ---- | ---- | ---- | ---- | ---- | ---- | ---- | ---- | ---- |
| Олимпийские игры | ITT          | —    | —    | —    | —    | 15   | —    | —    | —    | —    | —    | —    | —    |
| Олимпийские игры | RR           | —    | —    | —    | —    | 12   | —    | —    | —    | 2    | —    | —    | —    |
| Чемпионат мира   | ITT          | —    | —    | —    | 10   | 37   | —    | —    | —    | —    | —    | —    |      |
| Чемпионат мира   | RR           | НФ   | 43   | —    | 26   | НФ   | 21   | —    | —    | —    | —    | 20   |      |
| Чемпионат Дании  | ITT          | —    | —    | 1    | 2    | 1    | —    | —    | 4    | —    | —    | —    |      |
| Чемпионат Дании  | RR           | —    | —    | —    | —    | 6    | 48   | —    | 8    | —    | —    | —    |      |

### Многодневки
| Гранд-туры                |      |      |      |      |      |      |      |      |      |      |      |
| Гонка                     | 2009 | 2010 | 2011 | 2012 | 2013 | 2014 | 2015 | 2016 | 2017 | 2018 | 2019 |
| Джиро д'Италия            | —    | —    | —    | —    | —    | —    | —    | 12   | —    | —    | —    |
| Тур де Франс              | —    | 50   | 49   | —    | 7    | 36   | 23   | 52   | НФ   | 12   |      |
| Вуэльта Испании           | 56   | —    | 11   | 29   | —    | —    | —    | —    | —    | —    |      |
| Многодневки Мирового тура |      |      |      |      |      |      |      |      |      |      |      |
| Гонка                     | 2009 | 2010 | 2011 | 2012 | 2013 | 2014 | 2015 | 2016 | 2017 | 2018 | 2019 |
| Париж — Ницца             | 27   | 93   | НФ   | —    | НФ   | 5    | 7    | —    | 12   | 14   | —    |
| Тиррено — Адриатико       | —    | —    | —    | —    | —    | —    | —    | 13   | —    | —    | 3    |
| Вуэльта Каталонии         | 6    | —    | —    | НФ   | 11   | 11   | —    | —    | 15   | —    | —    |
| Тур Страны Басков         | 17   | 37   | 35   | —    | 31   | —    | —    | —    | 63   | —    | 4    |
| Тур Романдии              | —    | —    | —    | НФ   | —    | 7    | 17   | —    | —    | 4    | —    |
| Критериум Дофине          | 6    | —    | —    | —    | 4    | 10   | —    | —    | 1    | —    | 1    |
| Тур Швейцарии             | —    | 3    | 4    | 25   | НФ   | —    | —    | —    | —    | 2    | —    |

### Однодневки
| Монументальные        | 2009 | 2010 | 2011 | 2012 | 2013 | 2014 | 2015 | 2016 | 2017 | 2018 | 2019 |
| --------------------- | ---- | ---- | ---- | ---- | ---- | ---- | ---- | ---- | ---- | ---- | ---- |
| Милан — Сан-Ремо      | —    | —    | —    | —    | —    | —    | —    | —    | —    | —    | —    |
| Тур Фландрии          | —    | —    | —    | —    | —    | —    | —    | 25   | —    | —    | —    |
| Париж — Рубе          | —    | —    | —    | —    | —    | —    | —    | —    | —    | —    | —    |
| Льеж — Бастонь — Льеж | 84   | 55   | 31   | —    | 32   | 26   | 9    | 68   | 15   | 10   | 1    |
| Джиро ди Ломбардия    | 15   | 4    | 39   | —    | —    | —    | —    | 29   | НФ   | 20   |      |
| Классические          | 2009 | 2010 | 2011 | 2012 | 2013 | 2014 | 2015 | 2016 | 2017 | 2018 | 2019 |
| Страде Бьянке         | —    | —    | —    | —    | —    | —    | —    | 11   | —    | —    | 2    |
| Амстел Голд Рейс      | 30   | 78   | 4    | —    | 17   | 29   | 17   | —    | 52   | 8    | 3    |
| Флеш Валонь           | 115  | НФ   | 70   | —    | 69   | 19   | 8    | —    | 22   | 16   | 2    |

| —  | Не участвовал  |
| НФ | Не финишировал |